# Luis Gastón de Sajonia-Coburgo y Braganza
Luis Gastón de Sajonia-Coburgo-Gotha y Braganza (Ebenthal, 15 de septiembre de 1870 - Innsbruck, 23 de enero de 1942) fue Príncipe de Sajonia-Coburgo-Gotha, era el hijo menor de la princesa Leopoldina de Brasil y de su marido el príncipe Luis Augusto de Sajonia-Coburgo-Gotha.

## Biografía

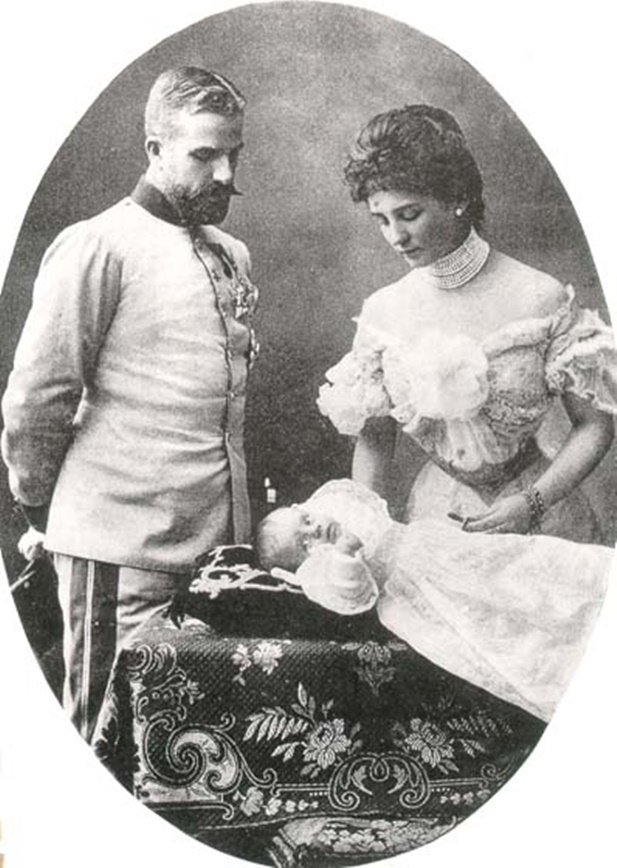
Luis Gastón con su esposa, Matilde de Baviera, y su hijo Antonio.

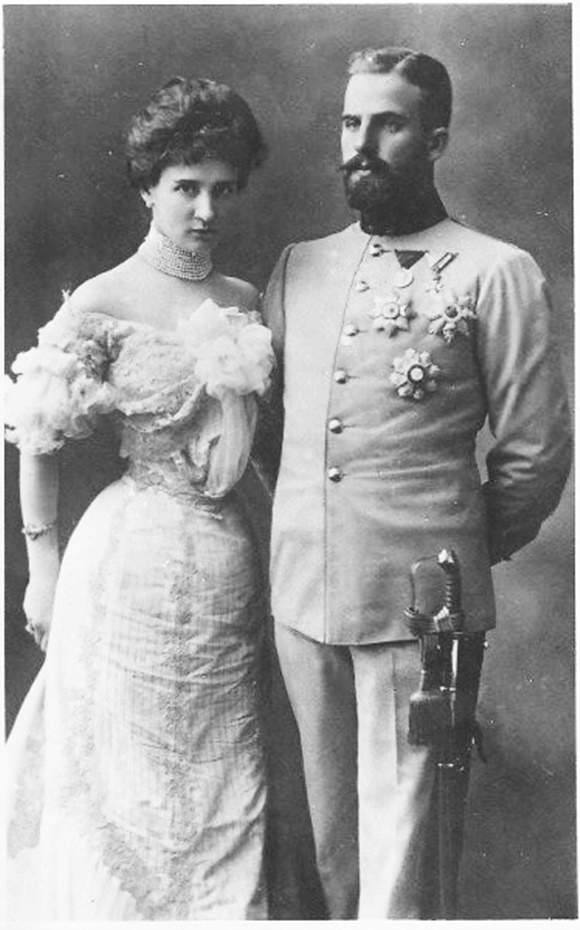
Luis Gastón y Matilde.

Nació en el castillo de Ebenthal en Carintia. Así, a diferencia de sus hermanos mayores, no logró la nacionalidad brasileña, además de criarse y vivir exclusivamente en Europa.
Ingresó en la Academia Militar de Theresian en Wiener Neustadt, que completó con éxito en 1892. Luego fue transferido como teniente al 4º Regimiento Tirolés Kaiserjäger en Lienz. El 1 de mayo de 1896, el príncipe recibió el rango de primer teniente, el 29 de marzo de 1900, se trasladó al 1.er Regimiento Tirolés de Kaiserjäger en Innsbruck, y el 1 de mayo de 1903, Luis Gastón fue ascendido a capitán.
El 1 de mayo de 1900 en Múnich, Reino de Baviera, el príncipe Luis Gastón se casó con la princesa Matilde de Baviera (1877-1906), la tercera hija del futuro rey Luis III de Baviera y de la archiduquesa María Teresa. En ese momento, el Reino de Baviera todavía estaba gobernado por su padre, el príncipe regente Leopoldo, quién también organizó la boda de la joven pareja debido a que la princesa Matilde era su nieta favorita.
El matrimonio tuvo dos hijos:
- Antonio, príncipe de Sajonia-Coburgo-Gotha, nacido el 17 de junio de 1901. se casó con Luisa Mayrhofer; no tuvo descendencia.
- Inmaculada, princesa de Sajonia-Coburgo-Gotha, nacida en 1904. No se casó.

Luis Gastón se quedó viudo en octubre de 1906 al morir Matilde de una enfermedad pulmonar en Davos, Suiza, y dejó a su marido con dos hijos pequeños. Dejó el ejército austrohúngaro el 8 de febrero de 1907 y el 30 de noviembre, se casó con la condesa Ana de Trauttmansdorff-Weinsberg (1873-1948) en Bischofteinitz viviendo como ciudadano privado y padre de familia. 
Tuvieron una hija:
- Josefina, princesa de Sajonia-Coburgo-Gotha, nacida el 20 de septiembre de 1911. se casó con el Barón Baratta-Dragon; con descendencia.

Luis Gastón era el dueño de la Gran Cruz de la Orden de la Casa Sajona-Ernestina.
Su hija de su primer matrimonio, María Inmaculada, estuvo muy involucrada en la Iglesia Católica e inició la "Comunidad de Oración para el Apoyo de la Profesión Sacerdotal" en países de habla alemana, desde donde el trabajo papal para profesiones espirituales surge desarrollado.

## Muerte
Luis Gastón murió en Innsbruck, a los setenta y un años. Sobrevivió a todos sus hermanos.
- Datos: Q2553842
- Multimedia: Prince Ludwig Gaston of Saxe-Coburg and Gotha / Q2553842